# Chrysothamnus molestus
Chrysothamnus molestus là một loài thực vật có hoa trong họ Cúc. Loài này được (S.F.Blake) L.C.Anderson mô tả khoa học đầu tiên năm 1964.